# Ancylorhynchus reynaudii
Ancylorhynchus reynaudii är en tvåvingeart som först beskrevs av Macquart 1838.  Ancylorhynchus reynaudii ingår i släktet Ancylorhynchus och familjen rovflugor. Inga underarter finns listade i Catalogue of Life.